# Fontana del Nettuno (Nettuno)
La Fontana del Nettuno, simbolo della città che porta il nome del dio pagano del mare, si trova a Nettuno (Lazio), in piazza Mazzini.
La sua collocazione, però, non è quella originale e il monumento stesso si compone di due parti diverse, ossia la statua del Nettuno e la conchiglia trainata dai cavalli con annessa vasca.

## Le origini

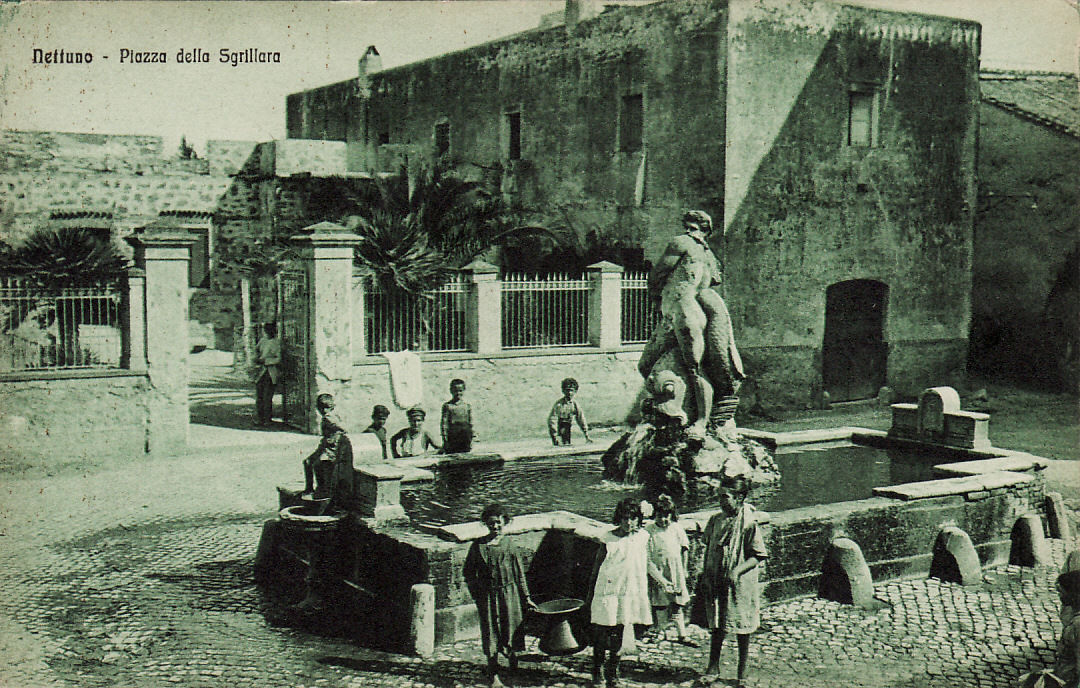
La fontana in piazza della Sgrillara (anni 1930)

Nel XIX secolo, la statua del Nettuno era parte di un'altra fontana che si trovava in piazza del Mercato e della quale, oggi, resta soltanto una parte, divenuta una fontanella pubblica.
La statua di travertino è stata scolpita dall'artista Ottavio De Angelis e donata alla città nel 1882, in occasione dell'inaugurazione della ferrovia Albano-Nettuno.
Inizialmente collocata in piazza dei Pozzi di Grano, la fontana venne spostata per iniziativa del sindaco Angelo Cambi in piazza G. Torretta (piazza del Mercato), dove prima del conflitto mondiale veniva usata come abbeveratoio dei cavalli.
Durante la seconda guerra mondiale, però, la fontana subì dei danni a causa dei bombardamenti e, nel periodo della ricostruzione si decise per il suo spostamento in piazza Mazzini, nella sua collocazione attuale.

## Dal dopoguerra a oggi

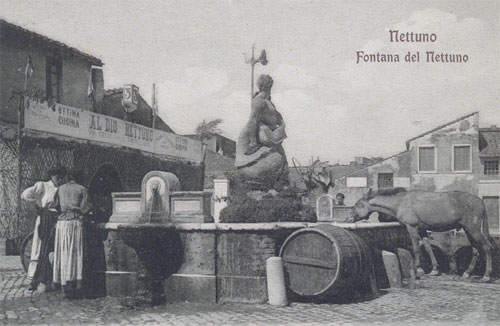
La fontana del Nettuno in piazza del Mercato in un'immagine del 1910

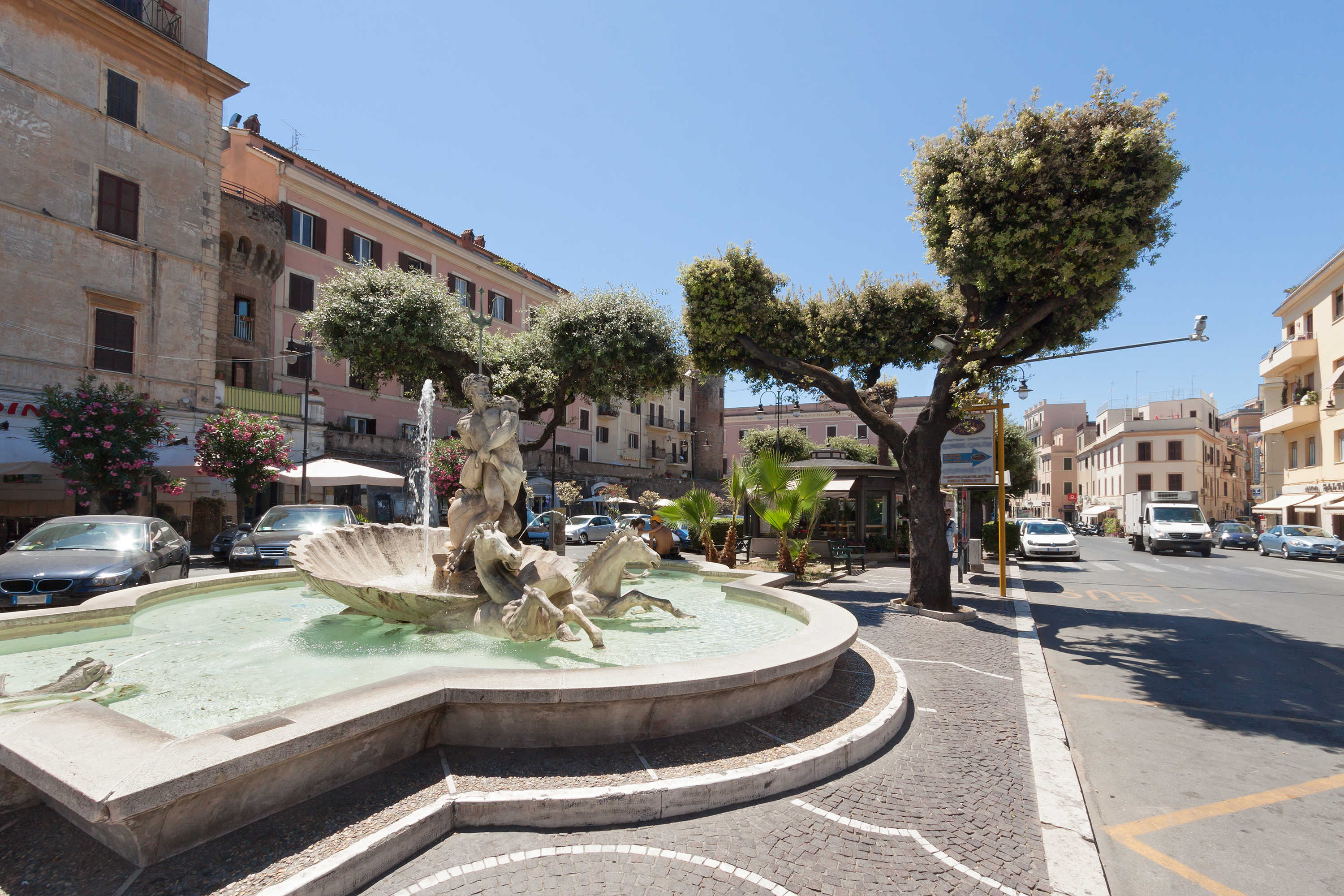
Vista della fontana

Lo stemma comunale, raffigurante il dio Nettuno sopra una conchiglia trainata da due cavalli

Nel secondo dopoguerra il sindaco Mario De Franceschi fece spostare la fontana in piazza Mazzini. Nel ricollocare il monumento, si decise di conferirgli una nuova veste. Così, il nettunese Randolfo Belleudi realizzò la conchiglia trainata dai cavalli su cui, ancora oggi, troneggia il Nettuno. L'opera fu completata tra il 1949 e il 1950.
Nel 1956, poi, in occasione dell'inaugurazione dell'acquedotto comunale di Carano, si pensò al potenziamento degli impianti di diffusione dell'acqua, mentre - presumibilmente negli anni 1960 - sono stati aggiunti alla vasca i tre pesci che schizzano acqua verso la conchiglia e il Nettuno.
Diversi gli interventi conservativi posti in essere nel tempo, tra cui quello del 1997 dell'associazione "Nettuno Insieme". Il primo vero restauro, però, è stato effettuato nel 2015 e ha provveduto a dare nuova vita al monumento, riportandolo allo splendore delle origini.